# San Giorgio di Lomellina
San Giorgio di Lomellina (lombardul: San Giorg ad l'Ümlena) település Olaszországban, Lombardia régióban, Pavia megyében. Lakosainak száma 970 fő (2023. január 1.). San Giorgio di Lomellina Cergnago, Lomello, Ottobiano, Tromello és Velezzo Lomellina községekkel határos.

## Népesség
A település lakossága az elmúlt években az alábbi módon változott:
| Lakosok száma | 1078 | 1059 | 970  |
|               | 2017 | 2018 | 2023 |